# Fack ju Göhte 2
Fack ju Göhte 2 (fejlagtig tysk stavning af Fuck you, Goethe 2) er en tysk komediefilm fra 2015. Over 7,6 mio. så filmen i de tyske biografer, hvilket gjorde den til den mest succesfulde biograffilm det år.
I hovedrollen ses læreren Zeki Müller (Elyas M’Barek), der planlægger at sige op og leve af de diamanter, han stjal i sin fortid som bankrøver. Imidlertid bliver diamanterne ved et uheld sendt til Thailand, og han må nu tage på klasseudflugt for at få dem tilbage.
Filmen er en fortsættelse af Fack ju Göhte fra 2013. Den tredje og sidste film, Fack ju Göhte 3, havde premiere d. 22. oktober 2017.